# Ponta da Mina
Ponta da Mina és un cap situat a uns 3 km al nord-est (5 km de la carretera) de Santo António, la capital de l'illa de Príncipe a São Tomé i Príncipe. El cap és al nord de la badia de Santo António i al sud-oest de Praia Grande (o Évora).
A l'interior del cap es troba l'assentament de Fortaleza, una vegada notable per la Fortalesa de Santo António da Ponta da Mina, que porta el nom del patró de l'illa, primer construït el 1695, destruït el 1719, i al segle xx el fort es va abandonar. Avui és una fita nacional, la més famosa de l'illa.
Situada al costat de la fortalesa, hi ha un far, construït després de la independència de la nació el 1996, d'un estil modern, la seva altura focal és de 54 metres i la seva extensió s'estén fins a 16 km (9 nmí).